# آلان بونس
آلان بونس (بالإنجليزية: Alain Pons)‏ هو لاعب كرة قدم بريطاني في مركز الوسط، ولد في 16 سبتمبر 1995 في جبل طارق في المملكة المتحدة. لعب مع Gibraltar United F.C. ‏.

## وصلات خارجية
- آلان بونس على موقع الاتحاد الدولي (مؤرشف)  (الإنجليزية)
- آلان بونس على موقع الاتحاد الأوربي (الإنجليزية)
- آلان بونس على موقع قاعدة بيانات كرة القدم.إي يو (الإنجليزية)
- آلان بونس على موقع ناشيونال فوتبول تيمز (الإنجليزية)
- آلان بونس على موقع Soccerway.com (الإنجليزية)